# 李德炳 (清朝)
李德炳，河南省南陽府南召縣人，清朝政治人物、進士出身。
光緒六年（1880年），参加庚辰科殿試，登進士二甲第22名。同年五月，著分部學習。